# Штурм (Іванків)
«Штурм» (Іванків) — український футбольний клуб із селища Іванків Київської області. Виступає в аматорському чемпіонаті України. Учасник Кубка України сезону 2023/24. Домашньою ареною є Центральний стадіон у сел. Іванків, що вміщує 1000 глядачів, але в 2024 році команда проводить домашні матчі на стадіоні «Лівий берег» в урочищі Млиново Золочівської громади Київської області та на НТБ «Динамо» у Києві.

## Історія
Команда з'явилася у 2017 році для участі в аматорських змаганнях 8 на 8. У 2021 році команда стала чемпіоном Іванківського району, а наступного року планувала виступити в чемпіонаті Київської області, проте турнір не відбувся через російське вторгнення. У січні 2022 року команда зіграла на Меморіалі Макарова, де дійшла до чвертьфіналу.
Після російського вторгнення команда перестала виступати в Іванкові та переїхала до столиці, де її домашньою ареною став стадіон «Лівий берег». У сезоні 2022/23 команда була заявлена в аматорські чемпіонат та кубок України. Стартовий склад «Штурму» в основному складався з вікових футболістів, які раніше мали досвід виступу на рівні професіоналів, серед яких були Андрій Пилявський, Артем Старгородський, Сергій Погорілий, Денис Васільєв, Олександр Бондаренко, Дмитро Козаченко, Вадим Бовтрук та інші. У середині сезону до «Штурму» приєднався Микола Іщенко. Головним тренером став Володимир Бондаренко, який прийшов із розформованої сімферопольської «Таврії».
У підсумку в аматорському чемпіонаті України «Штурм» дійшов до фіналу, де поступився «Дружбі» з Мирівки (2:0), а в Кубку іванківський клуб зупинився на стадії півфіналу, програвши «Олімпії» (Савинці). Одночасно із виступами на всеукраїнському рівні команда брала участь у чемпіонаті Київської області сезону 2022/23, де посіла друге місце. «Штурм» мав найбільш віковий склад серед усіх учасників турніру. Середній вік становив 30,1 років. Капітаном команди був 34-річний Олексій Ремезовський, а Ігор Сікорський забив 24 голи і став найкращим бомбардиром обласного чемпіонату. Воротар «Штурма» Сергій Погорілий відіграв у всіх 22 матчах команди і в 18 з них залишив свої ворота «сухими», що стало новим рекордом обласного чемпіонату. В обласному кубку команда зуміла дійти до півфіналу турніру. Крім того, у лютому 2023 року команда дійшла до фіналу Меморіалу Макарова та чвертьфіналу Меморіалу Щанова.
Завдяки виходу до півфіналу аматорського Кубка України «Штурм» отримав право зіграти у Кубку України, де у стартовому етапі турніру іванківці зустрілися з клубом Другої ліги України — ЮКСА, але у підсумку поступилися професіоналам (1:1 осн. час та 4:5 по пен.). Єдиний гол іванківців забив Володимир Лисенко, який відновив ігрову кар'єру і приєднався до «Штурму» напередодні гри.
У сезоні 2023/24 команда знову виступала в аматорському чемпіонаті України.

## Відомі гравці
У списку вказані гравці, що виступали у вищому дивізіоні. Жирним виділено футболістів, що грали за національну збірну.
- Вадим Бовтрук
- Олександр Бондаренко
- Денис Васільєв
- Андрій Васянович
- Олександр Волков
- Віталій Гошкодеря
- Адерінсола Есеола
- Сергій Ічанський
- Микола Іщенко
- Дмитро Козаченко
- Володимир Лисенко
- Євген Морозенко
- Андрій Пилявський
- Ігор Сікорський
- Вадим Счастливцев
- Сергій Погорілий
- Роман Помазан
- Сергій Рожок
- Артем Старгородський
- Олександр Стеценко
- Євген Хачеріді
- Сергій Шевчук

## Статистика
| Сезон                            | Етап       | Місце      | І  | В | Н | П | ГЗ | ГП | О  |
| -------------------------------- | ---------- | ---------- | -- | - | - | - | -- | -- | -- |
| Чемпіонат України серед аматорів |            |            |    |   |   |   |    |    |    |
| 2022/23                          | Група      | 3 із 8     | 14 | 7 | 3 | 4 | 19 | 11 | 24 |
| 2022/23                          | Плей-оф    | 2 з 8      | 5  | 3 | 1 | 1 | 7  | 4  | 10 |
| 2023/24                          | Група      |            |    |   |   |   |    |    |    |
| Кубок України серед аматорів     |            |            |    |   |   |   |    |    |    |
| 2022/23                          | 1/2 фіналу | 1/2 фіналу | 6  | 4 | 2 | 0 | 16 | 4  | 14 |